# Мамгі
Ма́мгі (рос. Мамги, чув. Мамка) — присілок у складі Чебоксарського району Чувашії, Росія. Входить до складу Ішлейського сільського поселення.
Населення — 210 осіб (2010; 204 у 2002).
Національний склад:
- чуваші — 100 %